# Anette Grube
Anette Grube (geboren 1954 in München) ist eine deutsche Übersetzerin.

## Leben
Anette Grube studierte Kommunikationswissenschaft, Amerikanistik und Politik in München und arbeitete von 1979 bis 1990 als Wissenschaftliche Mitarbeiterin am Institut für Kommunikationswissenschaft der Universität München. Seit 1990 ist Grube freiberufliche Übersetzerin und übersetzte Werke unter anderem von Chimamanda Ngozi Adichie, Monica Ali, Kate Atkinson, T. C. Boyle, Susanna Clarke,  Yaa Gyasi, Sigrid Nunez, Mordecai Richler, Arundhati Roy, Vikram Seth, Kamila Shamsie, Richard Yates. Sie lebt in Berlin.

## Hörspiele (Auswahl)
- 1992: Sara Paretsky: Lady Crime Writers: Tödliche Therapie (Übersetzung aus dem Englischen) – Regie: Ferdinand Ludwig (Hörspielbearbeitung, Kriminalhörspiel – NDR)